# Giorgi Devdariani
Giorgi Devdariani (georgiska: გიორგი დევდარიანი), född 8 december 1972, är en georgisk fotbollstränare. I februari 2012 anställdes han som tillförordnad tränare hos FK Dinamo Tbilisi, efter att Alejandro García Casañas sparkats i januari. Han efterträddes senare samma år. I juli 2013 tog han över Dila Gori.